# Davor Dominiković
Davor Dominiković, hrvaški rokometaš, * 7. april 1978.
Leta 2004 je na poletnih olimpijskih igrah v Atenah v sestavi hrvaške reprezentance osvojil zlato olimpijsko medaljo.